# 坎达努尔
坎达努尔（Kandanur），是印度泰米尔纳德邦Sivaganga县的一个城镇。总人口6454（2001年）。

## 人口
该地2001年总人口6454人，其中男性3145人，女性3309人；0—6岁人口787人，其中男405人，女382人；识字率69.38%，其中男性为76.31%，女性为62.80%。